# Vanguard (Schiff, 1836)
Die Vanguard, auch HMS Vanguard, war ein 80-Kanonen-Linienschiff 2. Ranges der gleichnamigen Klasse der britischen Marine (Royal Navy), das zwischen 1836 und 1875 im Dienst stand. Sie war das 7. Schiff dieses Namens der Royal Navy.

## Geschichte

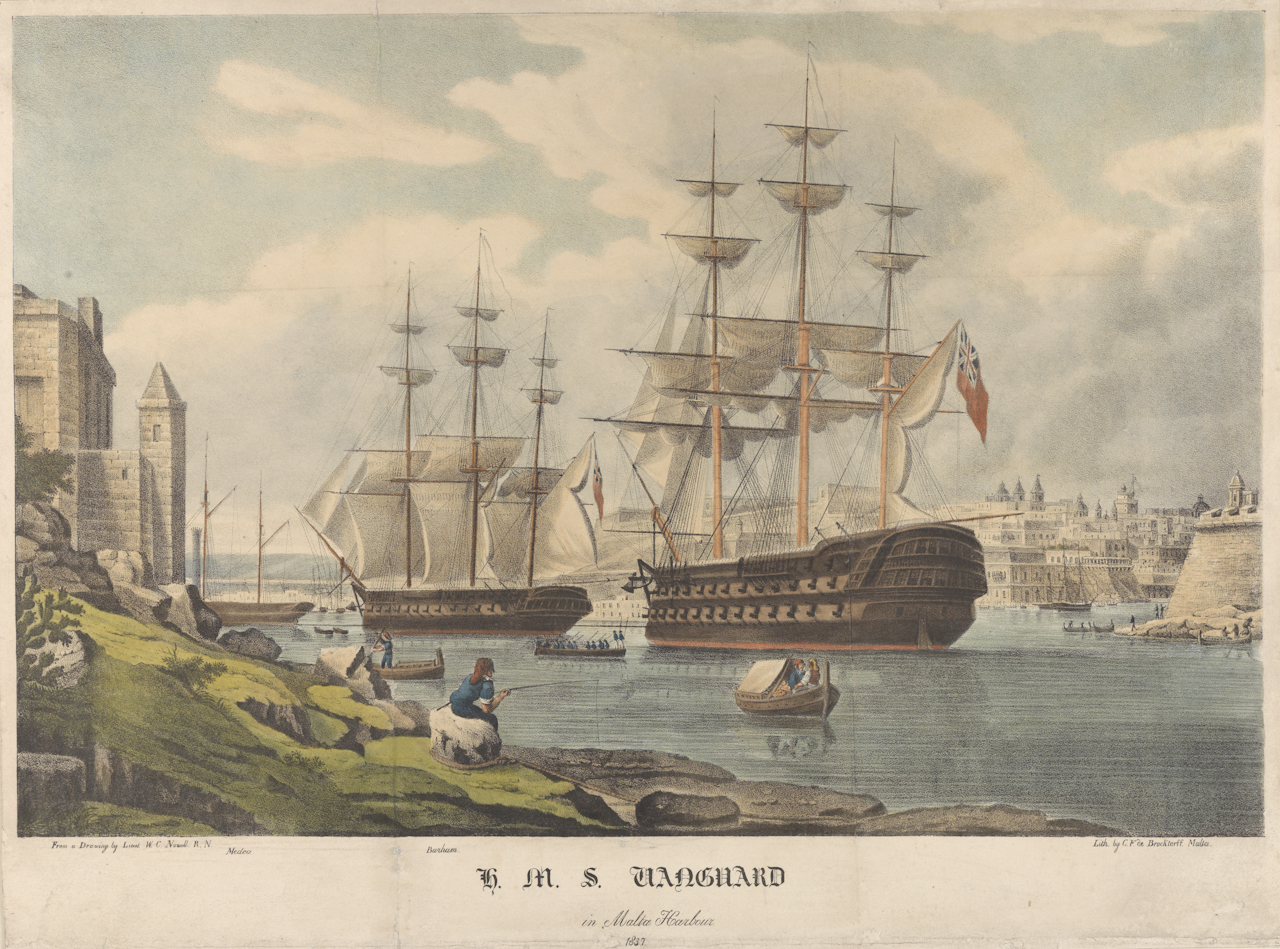
Die Vanguard im Hafen von Malta, gemeinsam mit Medea und Barham

Die Vanguard war das erste einer Klasse von elf Schiffen, die nach Richtlinien des Surveyors of the Navy Captain Sir William Symmonds entworfen wurden. Der Entwurf der informell Symmondites genannten Schiffe zielte auf eine hohe Geschwindigkeit bei hoher Stabilität durch einen breiten, aber scharf V-förmigen Rumpfquerschnitt. Zu ihrer Zeit war die Vanguard mit über 17 Metern das breiteste je in England gebaute Schiff. Allerdings galt ihr Heck durch einen starken Überhang als instabil und war wenig gegen Beschuss geschützt. 
Das Schiff lief 1835 vom Stapel und wurde 1836 unter Kapitän Sir Thomas Fellowes in Dienst gestellt. Unter den Offizieren befanden sich als Stellvertreter des Kapitäns Commander (Fregattenkapitän) Baldwin Walker  der später (seit 1848) als Symonds Nachfolger im Amt des Surveyor of the Navy das Bauprogramm der Marine leitete, sowie Mr. Miller, einer der von Symonds bevorzugten Segelmeister. Symonds wollte, dass seine Schiffe von Männern erprobt werden, die in der Lage waren, das Beste aus den Fähigkeiten der Schiffe herauszuholen. Im Mittelmeer machte sich die Vanguard bald einen Namen als das schnellste Schiff der Flotte, das zugleich über die Wendigkeit einer Fregatte verfügte. Am Ende ihrer ersten drei Dienstjahre schrieb Kapitän Fellowes, die Vanguard habe „große Stabilität“, sei „sehr leicht auf See, arbeite weniger als Schiffe ihrer Klasse“ und biete segeltechnisch große Vorteile.
In der Nacht des 30. Januar 1838 befand sich die Vanguard unter dem Kommando von Kapitän Thomas Fellowes in Malta. Der Erste Leutnant des Schiffes, C. M. M. Wright, befahl dem stellvertretenden Chirurgen Robert Thomas Charles Scott, einem betrunkenen Seemann eine Magenspülung zu verabreichen. Scott vertrat die Meinung, dass eine Magenspülung aus medizinischer Sicht nicht angezeigt sei. Wright bestand jedoch darauf, sie trotzdem als Strafe zu verabreichen, und erinnerte Scott daran, dass dies ein Befehl sei. Kurze Zeit später wies Wright Scott an, dasselbe bei einem anderen Seemann zu tun. Am nächsten Morgen meldete Scott die Angelegenheit Commander Baldwin Walker, der Scott beim Kapitän wegen Missachtung und Ungehorsam gegenüber einem rechtmäßigen Befehl anzeigte. Kapitän Fellowes drohte Scott mit einem Kriegsgericht und zeigte ihn bei William Burnett, dem Generalarzt der Marine, an. Als die Angelegenheit öffentlich bekannt wurde, erließ die Admiralität einen Erlass, der die Verwendung einer Magenspülung als Strafe verbot.
Sir David Dunn, der sich schon in der Seeschlacht von Lissa (1811) ausgezeichnet hatte, kommandierte die Vanguard vom 2. April 1843 bis August des gleichen Jahres. Sie wurde zu dieser Zeit erneut im Mittelmeer eingesetzt. Darunter waren Operationen an der syrischen Küste im Jahr 1840 sowie vor Lissadunnbon. 
Im Oktober 1843 wurde die Vanguard in Devonport stillgelegt. Zwei Jahre später, am 4. Februar 1845, wurde sie unter dem Befehl Captain George Wickens Willes reaktiviert und diente im Kanalgeschwader, in den Übungsgeschwadern 1845 und 1846 und im Mittelmeer.
Bei ersten Übungen des Übungsgeschwaders 1945, die dem Leistungsvergleich verschiedener Schiffsklassen dienten, waren die Vanguard unter Kapitän George Willes und ihre Schwester Superb unter Kapitän Anwar Lowry Corry die langsamsten Schlachtschiffe des Geschwaders. Nach eingehenden Ausbesserungen zeigten beide gute Leistungen. Der Kapitän der Vanguard schrieb: „Ihre Bewegung auf See, ihre Steuerung und ihre allgemeine Fahrweise haben sich so sehr verändert (obwohl sie in den unteren Bereichen immer noch Mängel aufweist), dass ich kaum glauben kann, dass sie noch dasselbe Schiff ist.“ Bei erneuten Testfahrten im August 1846 waren Vanguard und Canopus „in ihren Leistungen fast gleich, wobei erstere in glattem Wasser besser war als letztere in rauem Wasser“.
Bei Gefechtsübungen im Mai 1846, bei der das Feuern der Heckbatterien trainiert wurde, kam es zu mehreren Zwischenfällen:
- Die Vanguard brauchte 10 Minuten, um einsatzbereit zu sein. Danach feuerte sie lediglich zwei Schüsse aus jeder Heckkanone ab, da der Überhang des Hecks das Ausfahren der Rohre behinderte, so dass es zu einem kleinen Feuer kam.
- Die Superb brauchte 15 Minuten, um Einsatzbereitschaft herzustellen, aber eine Stunde mehr, um ihre Stückpforten zu öffnen.
- Der Canopus wurde das Schießen komplett verweigert.[12]

Kapitän Willes starb am 26. Oktober 1847. Kapitän George Frederick Rich kommandierte die Vanguard im Mittelmeer vom 6. November 1847 bis zu ihrer Ausmusterung im März 1849. Während des Krimkriegs kam die Vanguard nicht zum Einsatz. Im Gegensatz zu den meisten Schiffen der ihrer Klasse wurde die Vanguard nicht auf Dampfbetrieb umgebaut. Ihre letzte Dienstzeit versah die Vanguard als Küstenwachschiff in Kingstown vom 18. Februar 1861 bis März 1862 unter dem Kommando von Kapitän Edmund Heathcote. Die Vanguard wurde 1867 in Ajax umbenannt, damit ihr früherer Name auf ein Panzerschiff der Audacious-Klasse übergehen konnte, das im gleichen Jahr auf Kiel gelegt worden war. Die Ajax wurde 1875 abgewrackt.

## Konstruktion
Die Vanguard wurde von John Edye, Chief Clerk im Surveyor’s Office (Marineinspektion), nach Anweisungen des Surveyors of the Navy, Captain Sir William Symonds, entworfen und als erstes einer Klasse von elf Schiffen im Juni 1832 bei der Pembroke-Werft in Auftrag gegeben. Im Mai 1833 wurde sie auf Kiel gelegt; für den Bau des Spantengerüsts waren 60 Fachkräfte 16 Wochen lang erforderlich. Der Stapellauf erfolgte planmäßig im August 1835. Zu dieser Zeit war sie das breiteste Schiff, das jemals in England gebaut wurde. Der Bau der Vanguard kostete 56.983 £ und weitere 20.756 £, um sie seetüchtig zu machen.

## Charakteristika der Symondite-Kriegsschiffe
Kriegsschiffe, die nach den Ideen von Kapitän William Symonds (1782–1856) entworfen wurden, sind als Symondite-Kriegsschiffe bekannt, auch wenn das Adjektiv nicht offiziell als Terminologie verwendet wurde. Seine Absicht war es, der Royal Navy einen Geschwindigkeitsvorteil unter bestimmten Wetterbedingungen zu verschaffen, der es ihr ermöglichte, Aktionen zu "erzwingen".
Symondite-Kriegsschiffe waren sehr breit und hatten eine scharfe, V-förmige Rumpfform. (frühere Entwürfe hatten eine U-förmige Rumpfform).
- Ihre große Breite verlieh ihnen eine sehr hohe Stabilität.[21] Symonditische Kriegsschiffe kamen leicht ins rollten. Dies beeinträchtigte ihre Eigenschaft als Geschützplattform. Das starke Rollen führte auch dazu, dass sich die Takelage schneller abnutzte als bei früheren Entwürfen.[22]
- Da die Symondite-Kriegsschiffe ihre Stabilität aus ihrer großen Breite bezogen, brauchten sie nicht so viel eisernen Ballast mitzuführen wie frühere Konstruktionen.[22]
- Ihr V-förmiger Rumpf war für die Beförderung von Vorräten ungünstig.[10]
- Sie hatten höhere und breitere Geschützdecks als ihre Vorgänger. Dadurch hatten die Geschützbesatzungen mehr Platz zum Arbeiten, was die Effizienz verbesserte. Auch die Segeleigenschaften wurden verbessert, da die Schiffe im Verhältnis zu ihrer Größe weniger Geschütze mitführten.[19]
- Sie hatten ein übermäßig stark auskragendes Heck. Bei einigen Schiffen waren die Hecks, die zur Behebung von Mängeln der ursprünglichen Konstruktion umgebaut worden waren, „schlecht angeordnet, schwach abgestützt und mit Eisenbändern zusammengehalten“,[3] und dem Symondit-Heck „fehlte die Verteidigungskraft eines echten runden Hecks. Es war einfach zu viel Glas vorhanden, um den Besatzungen der Heckbatterie im Gefecht Schutz zu bieten“.[23]
- Symondite-Kriegsschiffe reagierten sehr empfindlich auf schlechten Trimm.[24] Bei sorgfältigem Trimm waren sie bei mäßigem Wind schnell, doch bei Gegenwind oder rauer See schnitten sie nicht so gut ab wie ihre Vorgänger.[25]
- Im Vergleich zu früheren Entwürfen erforderten die Symondite-Kriegsschiffe 19 % mehr Holz und 30 % mehr Arbeitsstunden für ihren Bau.[26]

Einige der Symondite-Kriegsschiffe wurden in den 1850er Jahren auf Dampfbetrieb umgebaut (allerdings nicht die Vanguard). Ihr V-förmiger Rumpf machte es schwierig, eine Dampfmaschine und Kessel unterzubringen und Kohle zu lagern. Das zusätzliche Gewicht der Maschine führte dazu, dass sie noch mehr rollten als zuvor.

## Bemerkungen
1. ↑  Zur Unterscheidung von anderen Kanonen mit gleichem Geschossgewicht wurde oft zusätzlich das Gewicht von Lauf und Verschluss angegeben, gemessen in Hundredweights (cwt), 1 cwt = 44,36 kg